# Arhitectura renascentistă
Arhitectura renascentistă aparține perioadei de la începutul secolului al XV-lea până la începutul secolului al XVII-lea, în diferite regiuni ale Europei, în care are loc o redefinire a interesului pentru cultura și civilizația greco-romană, iar spiritul european se eliberează de sub tutela obscurității religioase medievale.

## Descriere
Termenul de Renaștere a fost folosit de Giorgio Vasari (1452-1550) care evocă o "rinascita" artistică, în opoziție cu maniera gotică precedentă, deci cu ansamblul epocii medievale.
Delimitarea precisă a Renașterii din punct de vedere cronologic îi aparține lui Jacob Burckhardt către 1860.
În arhitectură, ca și în pictură și sculptură, Renașterea a avut un cuvânt greu de spus.

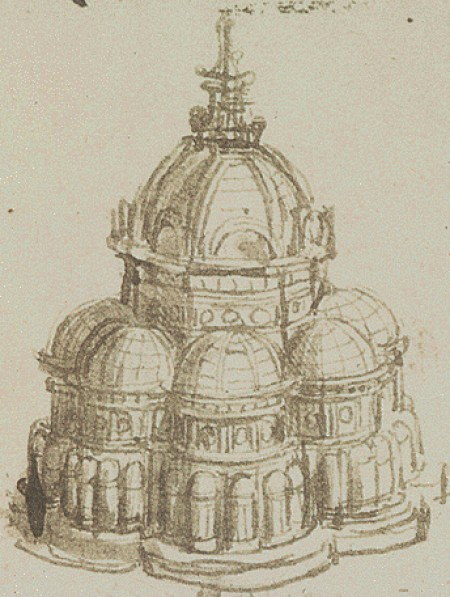
Schiță de biserică înconjurată de capele, de Leonardo da Vinci

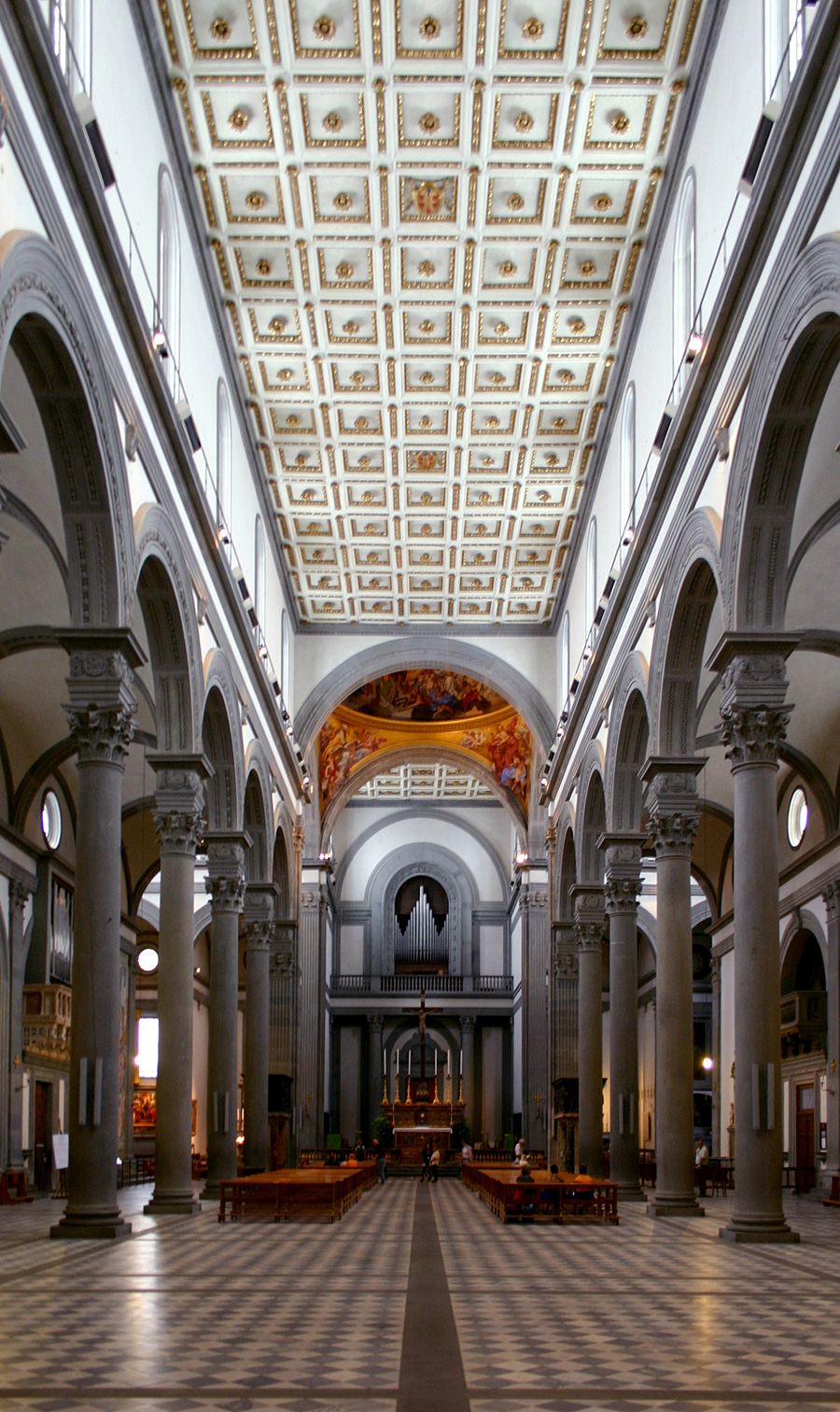
Interiorul Bazilicii San Lorenzo din Florența.

Formele geometrice s-au reconsiderat: pătratul și cercul pentru plan, cubul și cilindrul pentru edificii.
Este căutată simplitatea.
Reprezentanții acestui curent au introdus anumite îmbunătățiri în lucrările lor în această perioadă:
Filippo Brunelleschi folosește Secțiunea de Aur în construcția capelei familiei Pazzi (Capella dei Pazzi) de la Florența.
Numărul de aur se notează Φ, fiind util în numeroase proporții, de exemplu membrele unui om: dacă împărțim lungimea brațului unui om cu lungimea de la cot la degete, va da 1,618.
În arhitectura Renașterii se pot deosebi două tendințe:
O primă tendință este caracterizată prin folosirea formelor de expresie ale antichității. Aceasta se realizează în jurul anului 1500, în perioada de apogeu a Renașterii, prin construcțiile clare și armonice ale lui Donato Bramante, și se răspândește în tot restul Italiei. Se folosesc ca elemente de construcție coloanele, pilaștrii, capitelurile, frontonul triunghiular, arcadele, preluate din tratatul de arhitectură al lui Vitruviu ("De architectura", sec. I î.Hr.), la care se adaugă cupolele. Fațadele sunt concepute ținându-se seamă de simetrie și ordine. Arhitecții sunt considerați artiști și aparțin păturii cultivate a societății.
A doua tendință, proprie mai ales țărilor nordice, îmbină elementele antice cu tradițiile stilului medieval, în care predomină liniile verticale combinate cu ogivele gotice. Se adaugă ornamente și arabescuri (în Spania). Exemple: în Franța, aripa de vest a palatului Luvru din Paris (1550-1558), realizată de Pierre Lescot; în Germania, castelul din Heidelberg și primăria din Augsburg, construită de Elias Holl. Cele mai importante centre ale Renașterii rămân totuși Roma și Florența unde arhitectura renascentistă a atins apogeul odată cu construirea Catedralei Sfânta Maria din Florența și a Bazilicii Sfântul Petru din Roma.

## Perioade

### Quattrocento
Secolul al XV-lea este unul al afirmării unor mari personalități ca: Filippo Brunelleschi și Leon Battista Alberti.
Arhitectura aspiră la clasicism, la canonizarea stilului.

### Înalta Renaștere
Cel mai celebru arhitect al acestei perioade de înflorire a stilului renascentist este Donato Bramante.
Lucrarea sa, biserica San Pietro in Montorio din Roma, are ca izvor de inspirație templele circulare romane.

### Manierismul
În această perioadă, arhitecții  explorează noi domenii artistice, utilizând forme arhitecturale pentru a sublinia relațiile spațiale.
În acest sens poate fi menționat Michelangelo cu lucrările sale remarcabile.

## Monumente ale Renașterii

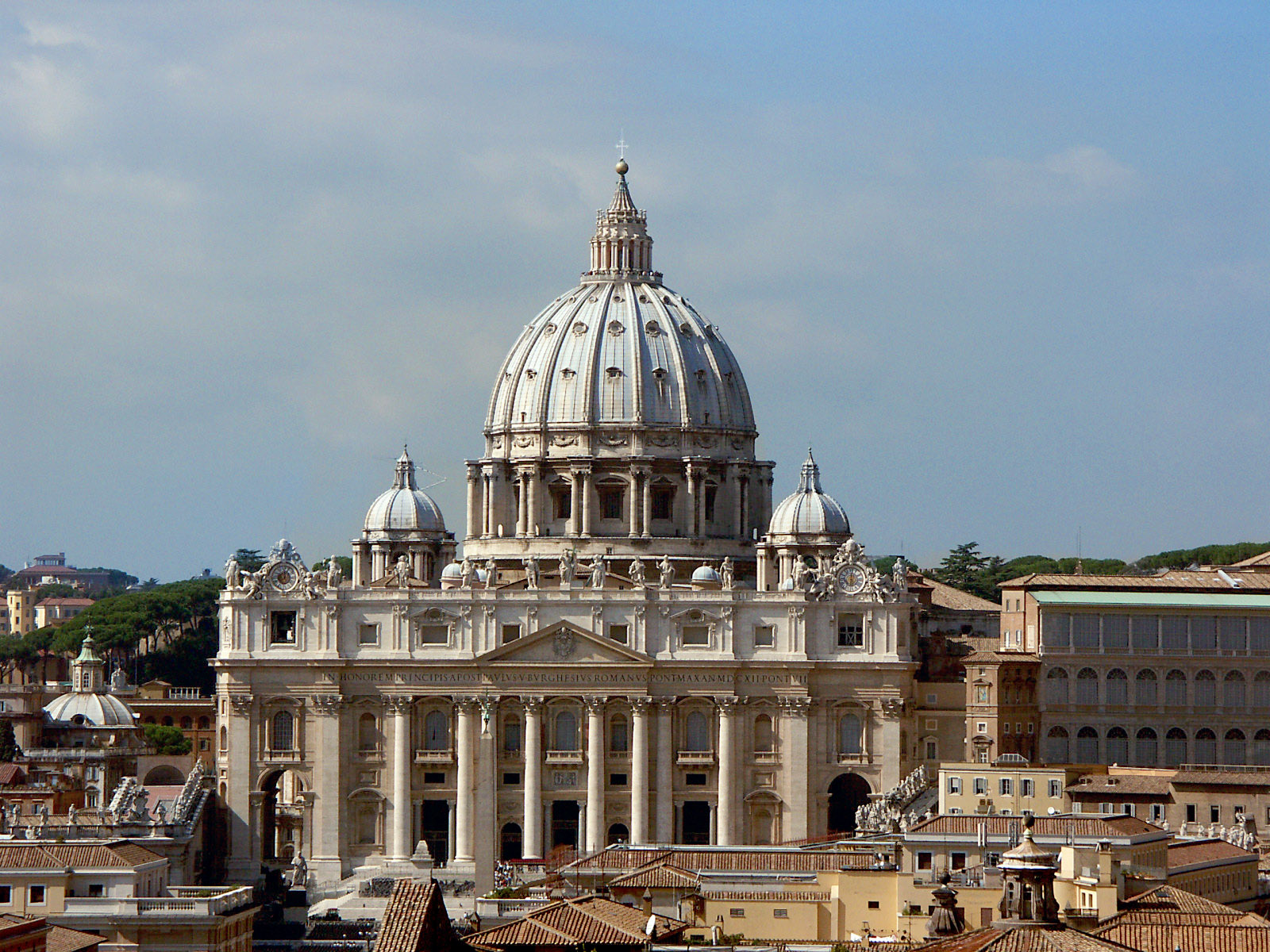
Bazilica Sfântul Petru din Roma, Italia.
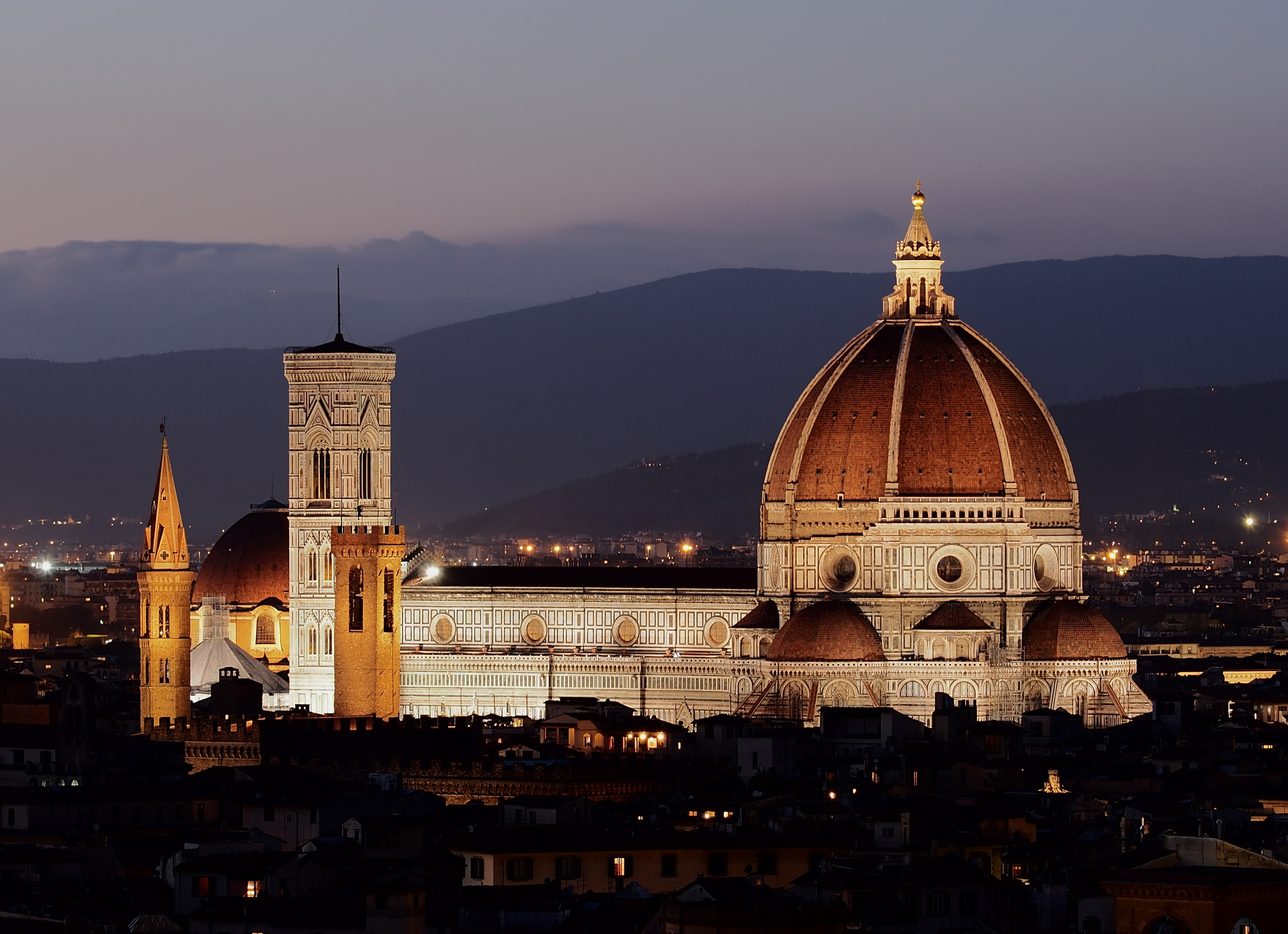
Domul Santa Maria del Fiore, Florența, Italia.
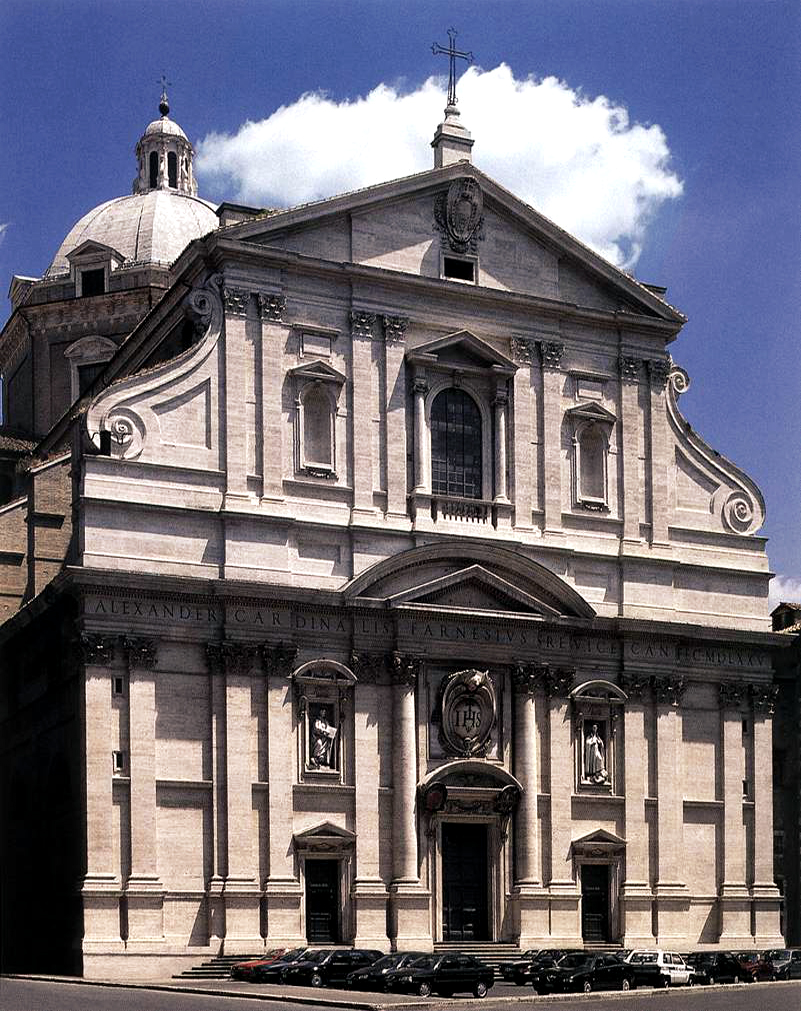
Biserica Il Gesù, Roma, Italia
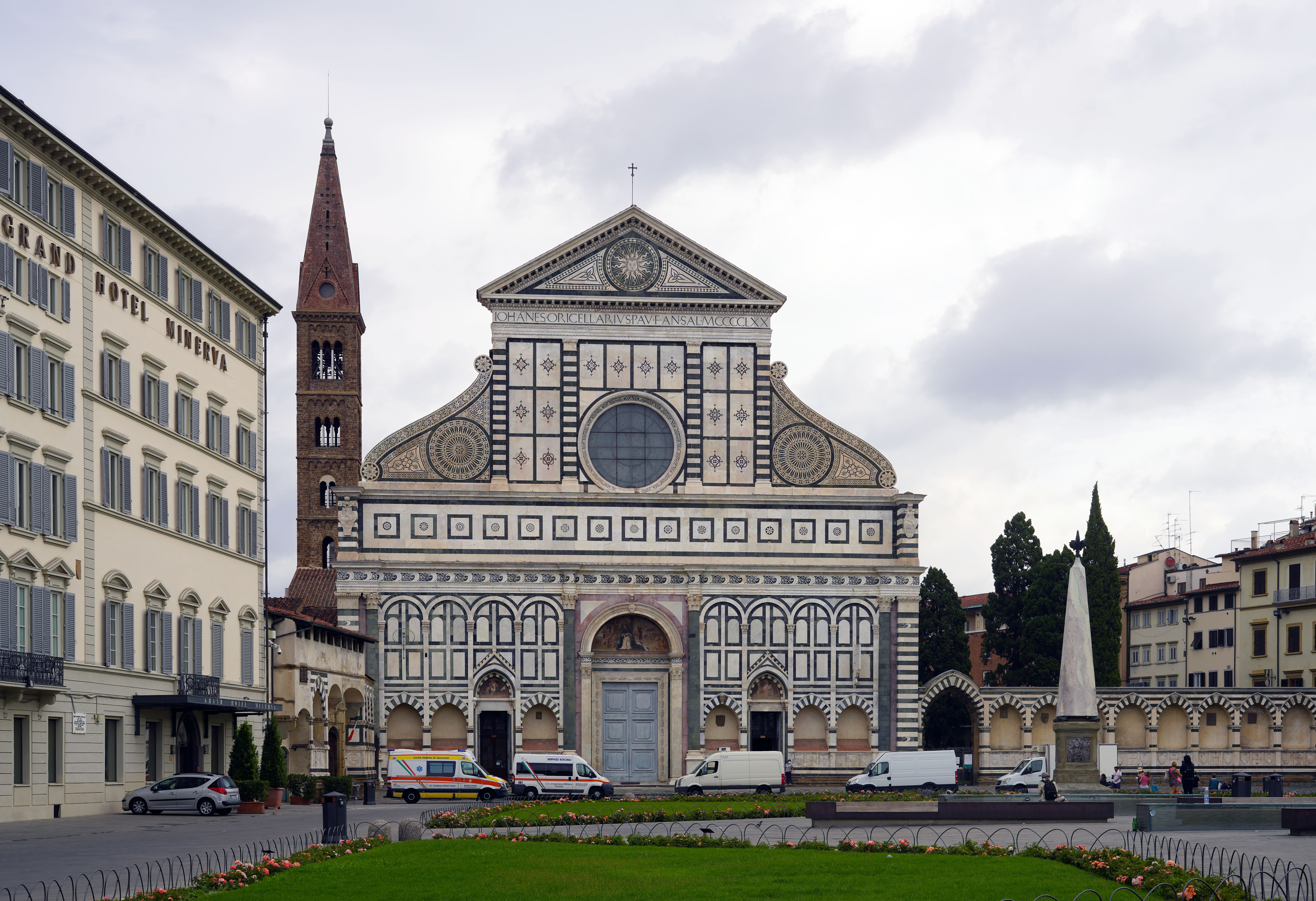
Biserica Santa Maria Novella, Florența, Italia.
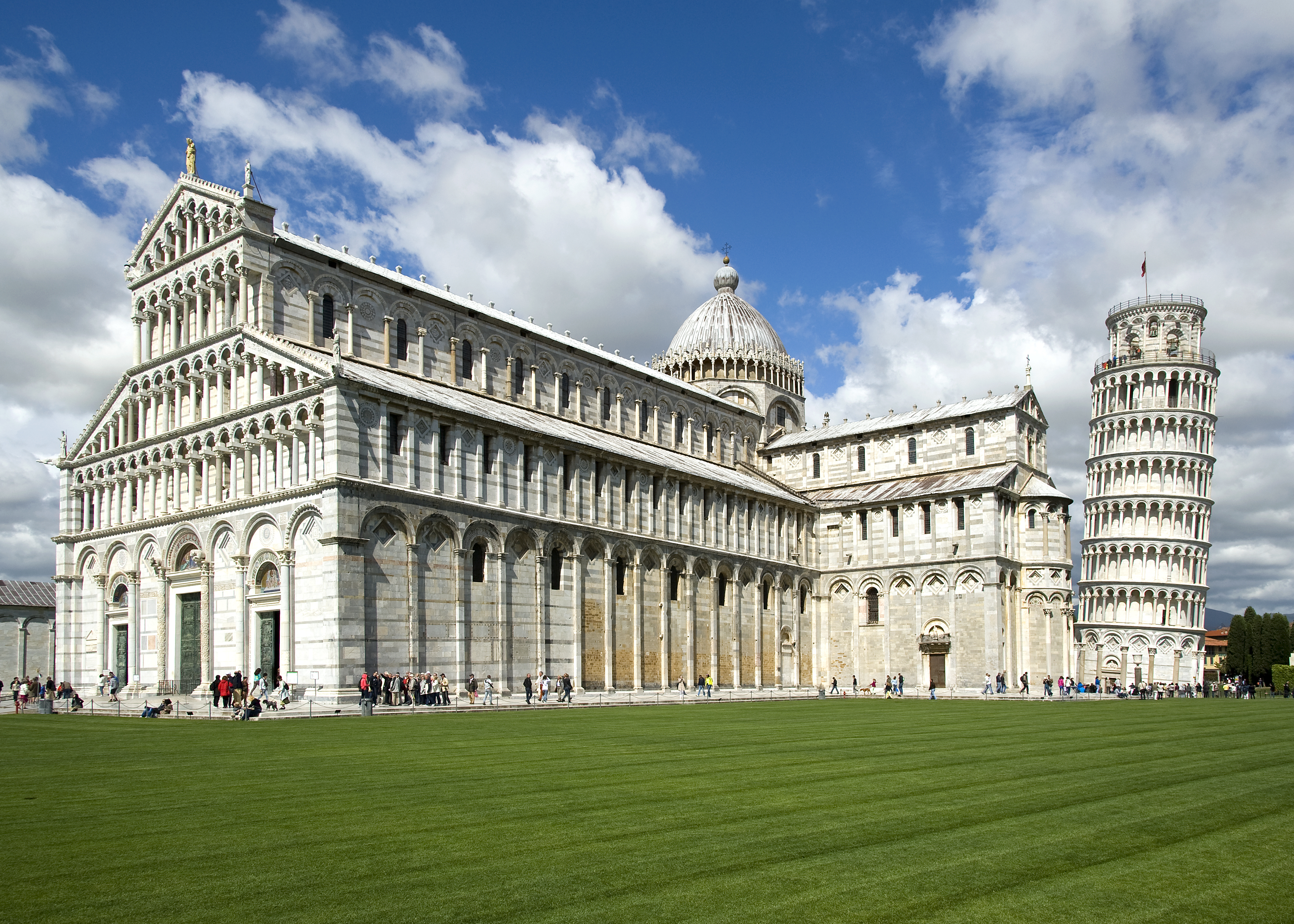
Catedrala din Pisa, Italia.
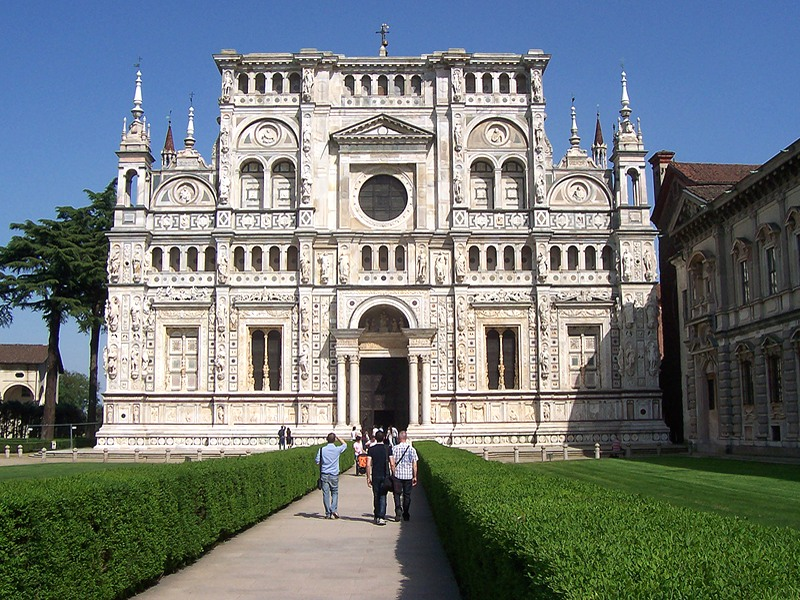
Biserica mănăstirii Certosa di Pavia, Italia.
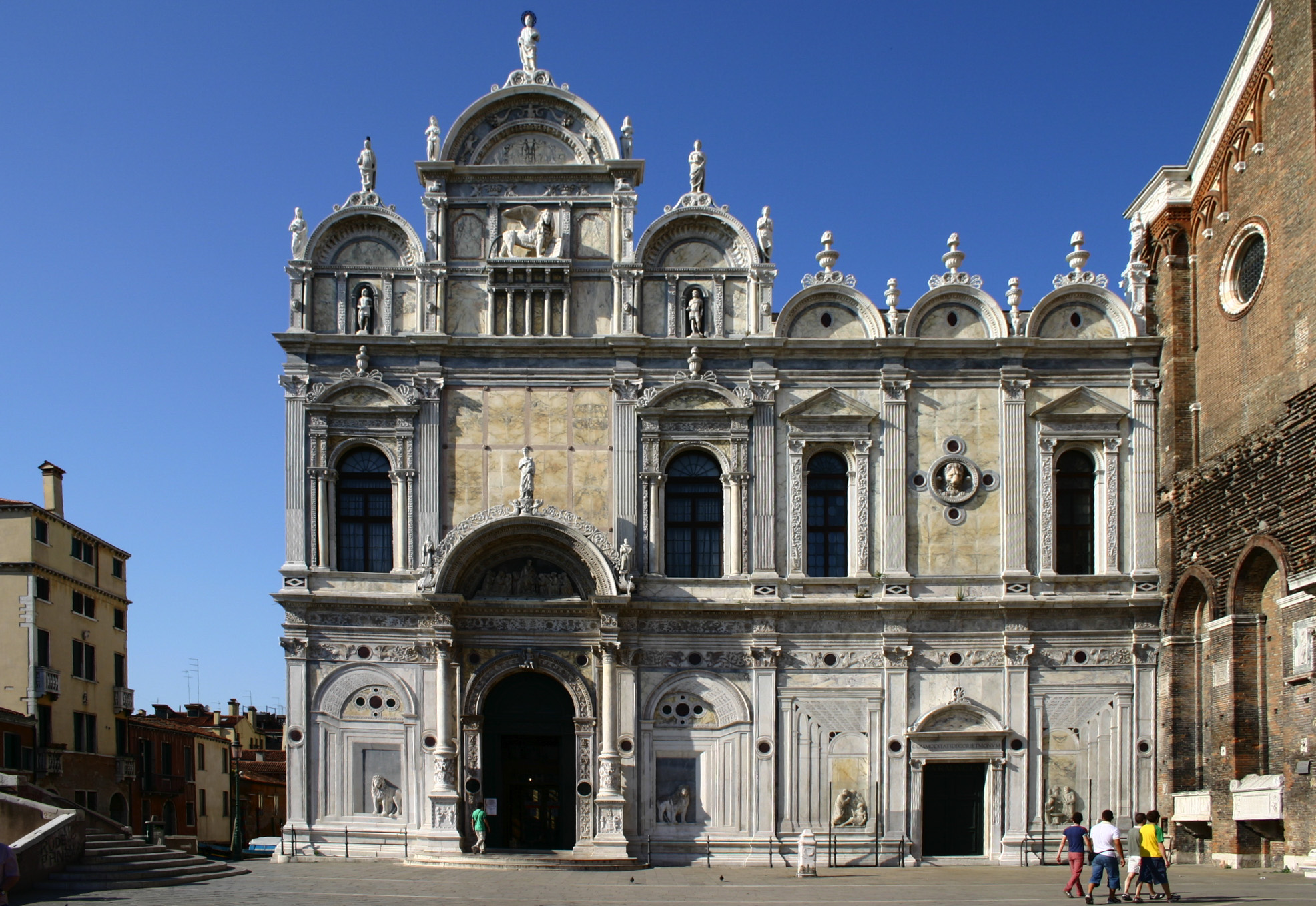
Scuola Grande di San Marco, Veneția, Italia.
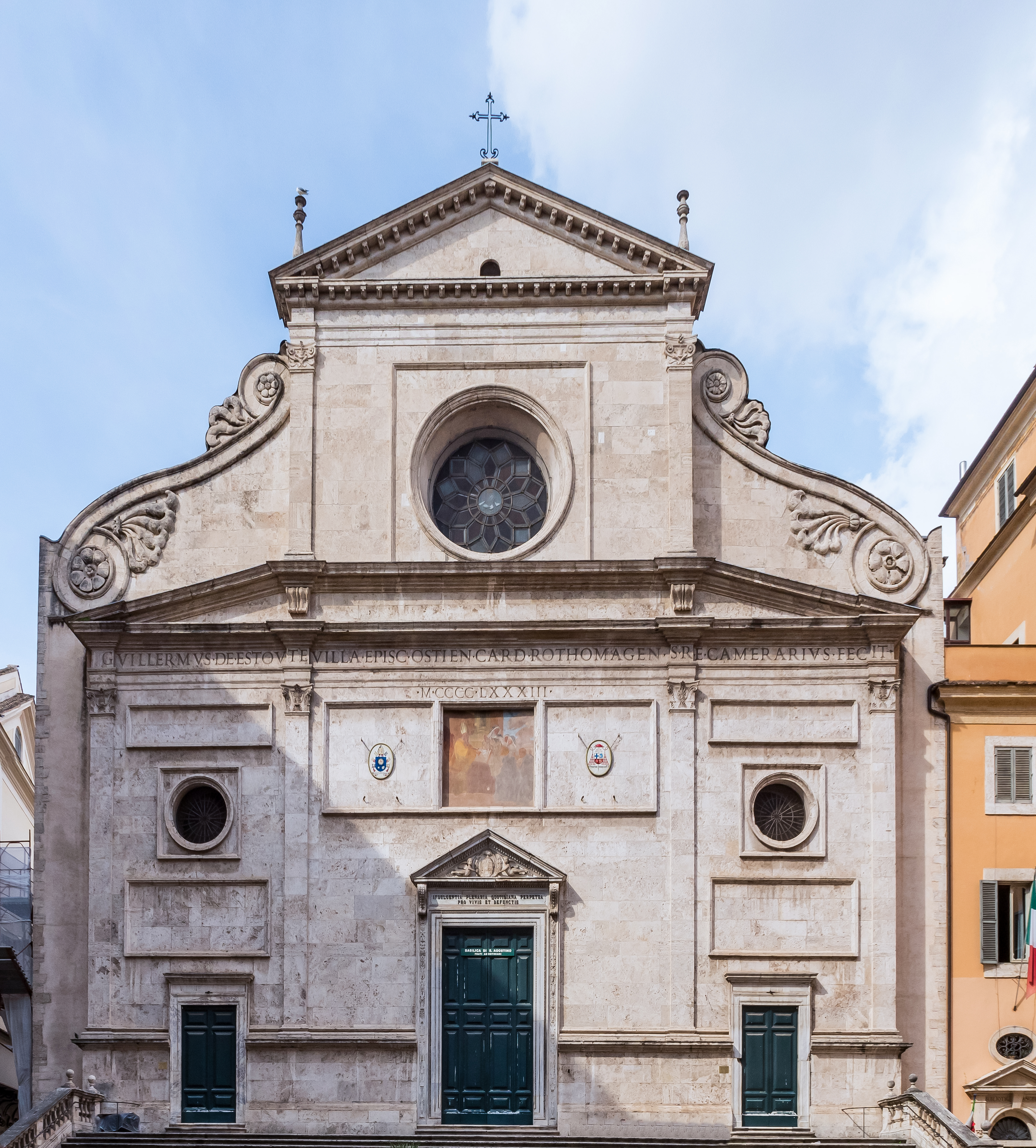
Biserica Sfântul Augustin, Roma, Italia.
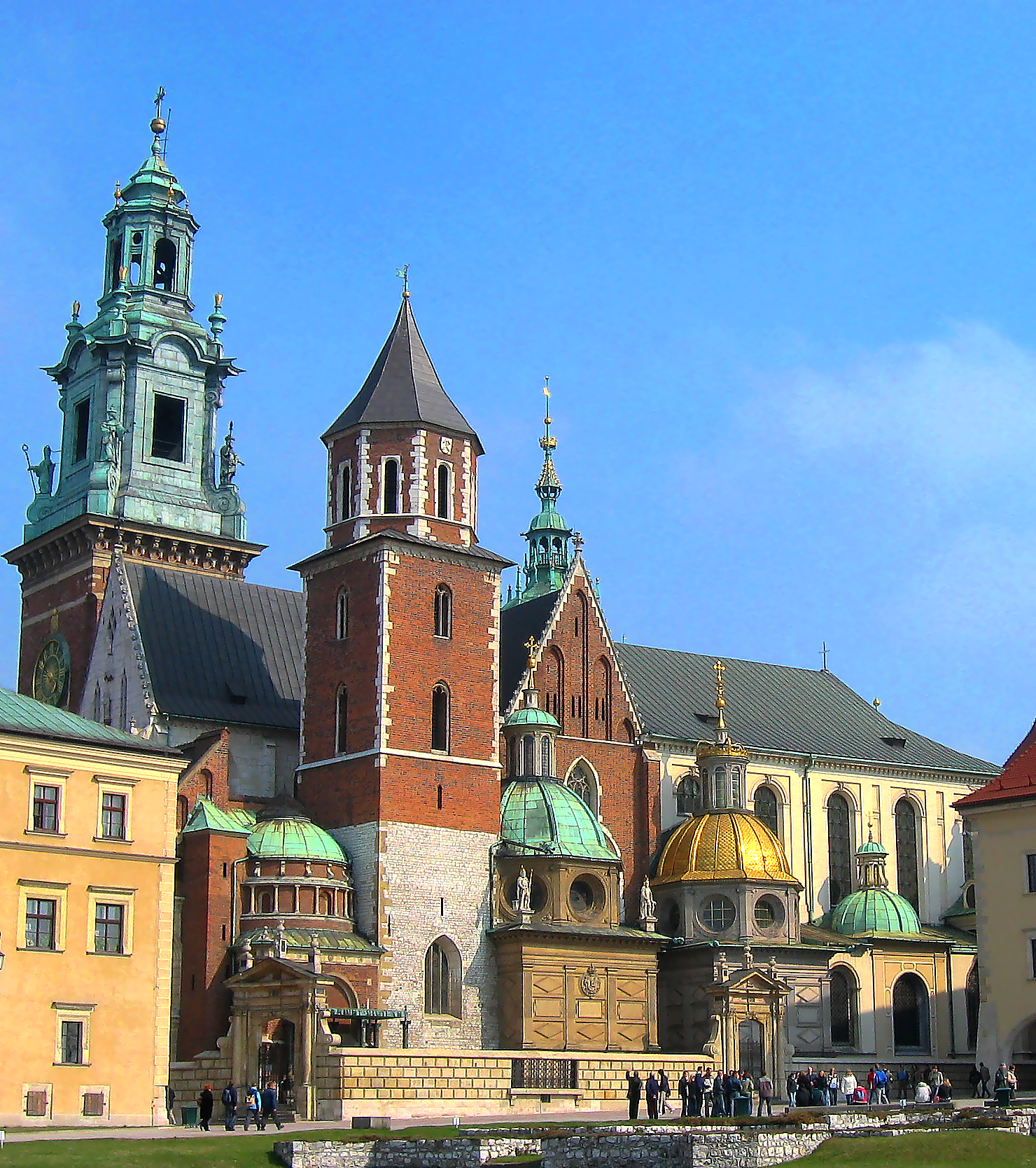
Catedrala Wawel, Cracovia, Polonia.
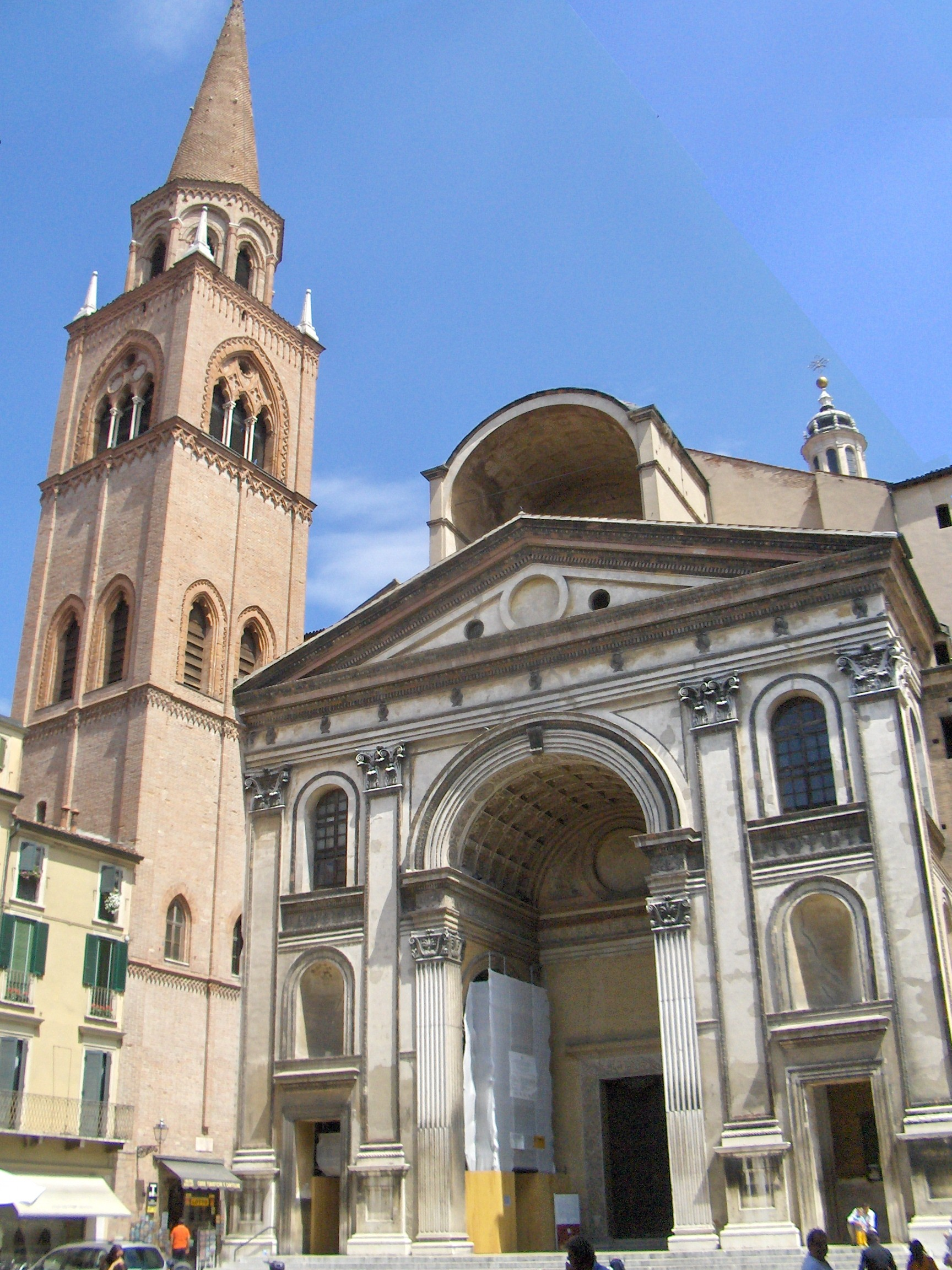
Bazilica Sfântul Andrei, Mantua, proiectată de Leon Battista Alberti.
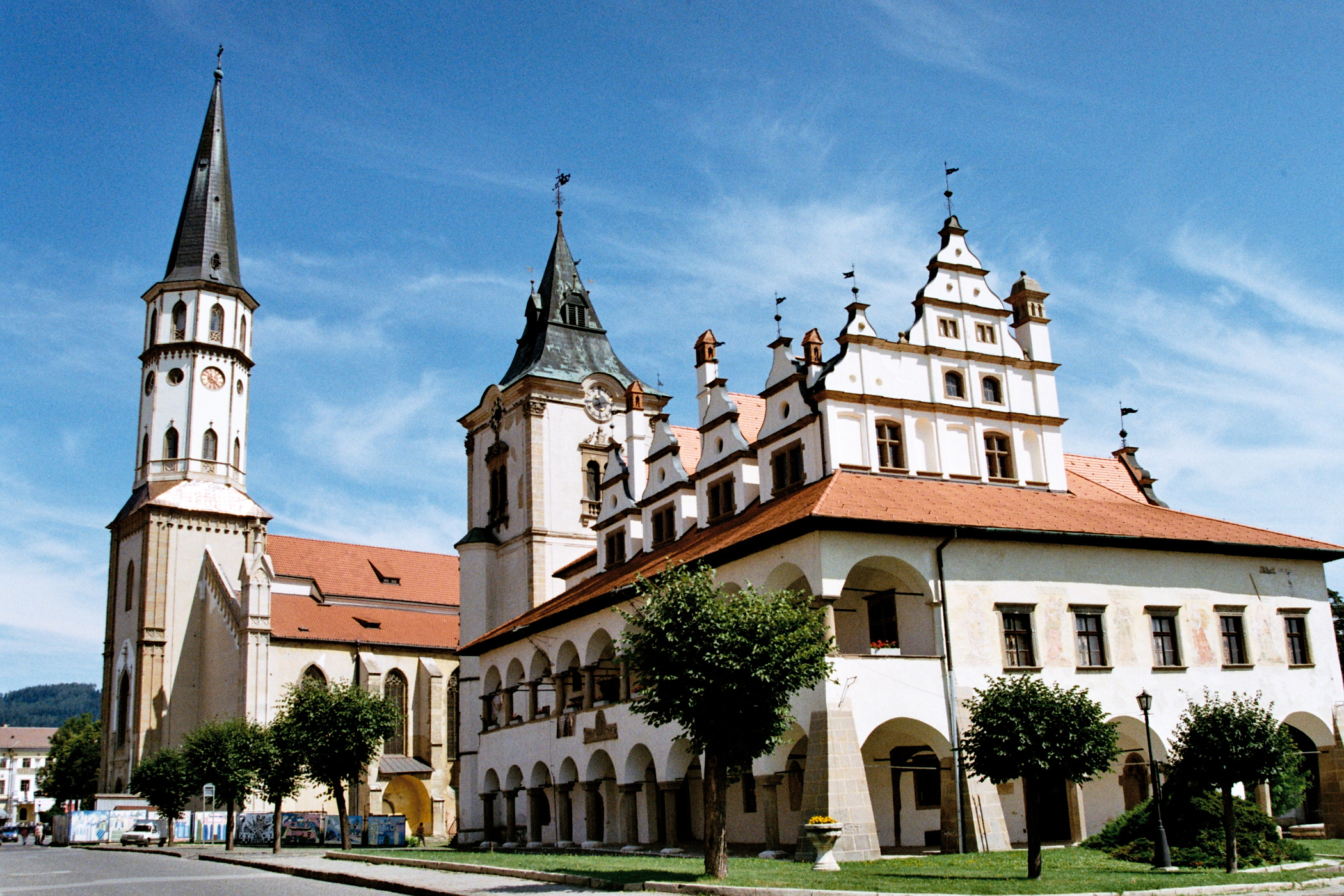
Biserica şi primăria din Levoča, Slovacia.
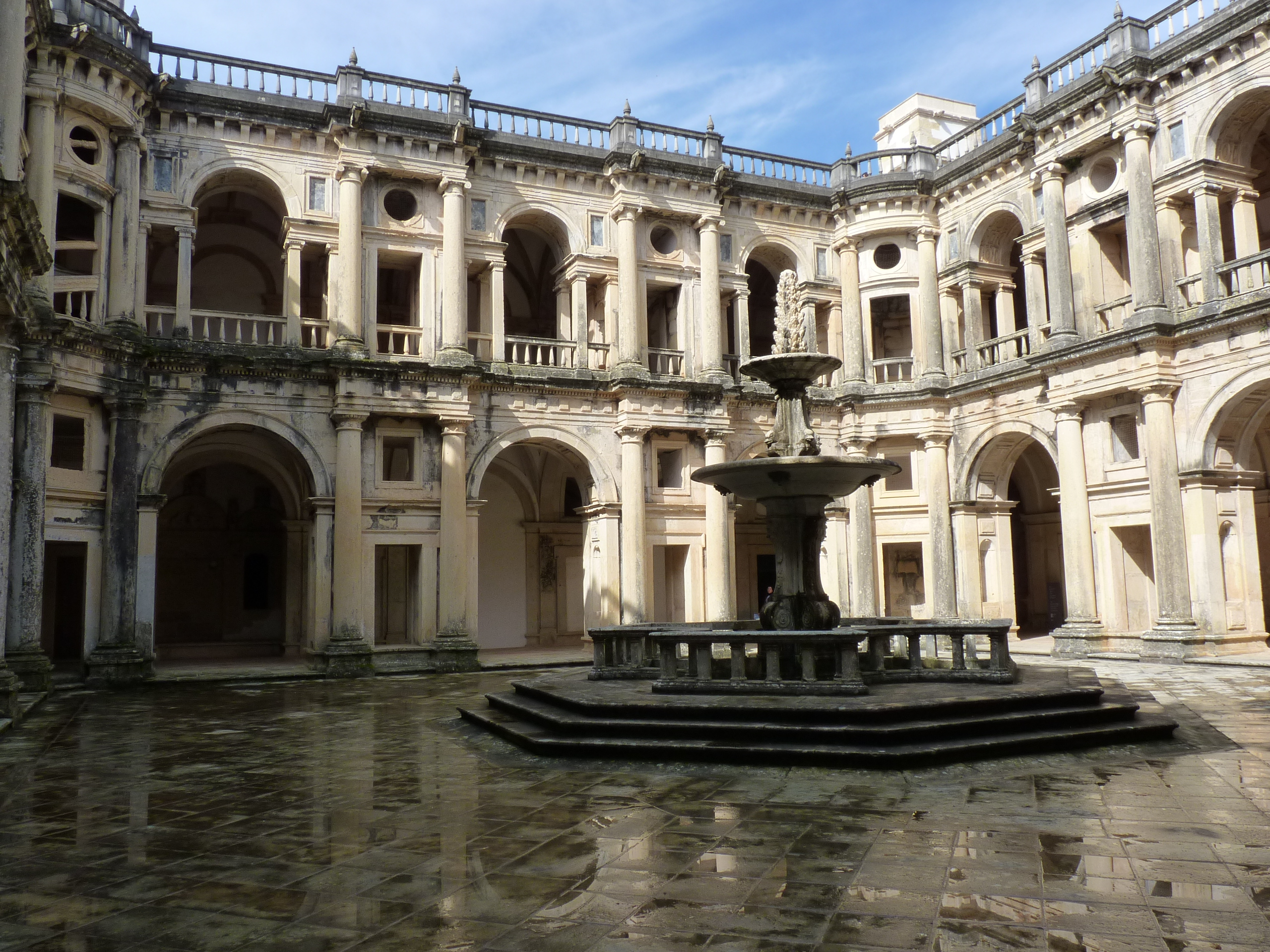
Curtea mănăstirii lui Hristos din Tamar, Portugalia.
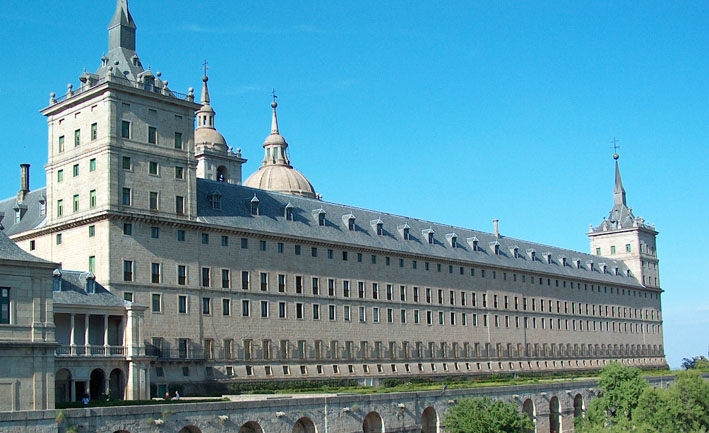
Palatul şi biserica Escorial, Spania.
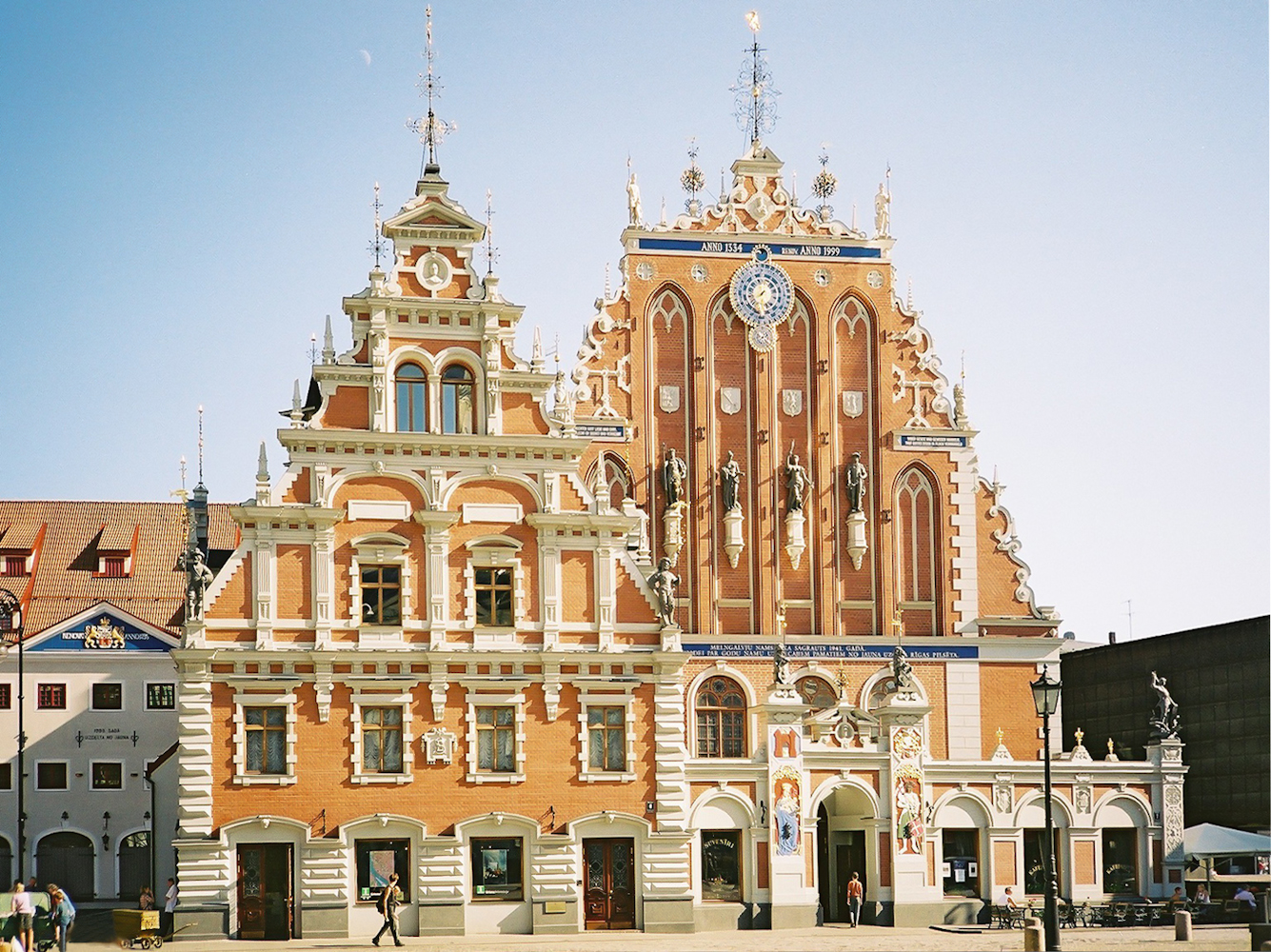
Casa capetelor negre, Riga, Letonia.